# Sirlám
Sirlám, figlio di Fionn mac Brátha (... – ...), è stato, secondo la leggenda e la tradizione storica irlandese medievale, re supremo d'Irlanda.

## Biografia
Sconfisse e uccise il precedente re supremo Lugaid Iardonn a Ráth Clochair. Regnò per 30 o 60 anni prima di essere ucciso con un arco da Eochaid Uaircheas, figlio di Lugaid, che era tornato dall'esilio e che salì sul trono. Il Lebor Gabála Érenn sincronizza il suo regno con quello di Artaserse I (465-424 a.C.) di Persia. Goffredo Keating data il suo regno dal 649 al 633 a.C., gli Annali dei Quattro Maestri dall'872 all'856 a.C.

### Fonti
- Seathrún Céitinn, Foras Feasa ar Éirinn 1.27
- Annali dei Quattro Maestri M4328-4344